# Ursula Vaughan Williams
Ursula Vaughan Williams (gebürtig Joan Ursula Penton Lock, * 15. März 1911 in Valletta, Malta; † 23. Oktober 2007) war eine englische Schriftstellerin, Dichterin und die Biographin ihres zweiten Ehemanns, des Komponisten Ralph Vaughan Williams.

## Werkausgabe
- The Collected Poems of Ursula Vaughan Williams. Albion Music, London 1996.